# Kerivoula lanosa
Kerivoula lanosa (Smith, 1847) è un pipistrello della famiglia dei Vespertilionidi diffuso nell'Africa subsahariana.

## Descrizione

### Dimensioni
Pipistrello di piccole dimensioni, con la lunghezza totale tra 74 e 90 mm, la lunghezza dell'avambraccio tra 30 e 34 mm, la lunghezza della coda tra 30 e 42 mm, la lunghezza del piede tra 5 e 8 mm, la lunghezza delle orecchie tra 10 e 14 mm e un peso fino a 8 g.

### Aspetto
La pelliccia è lunga, fine, lanosa, arricciata e si estende sulla superficie dorsale degli avambracci e delle zampe. Le parti dorsali sono bruno-grigiastre scure, bruno-dorate o grigio chiare con la punta dei peli bianca od argentata che donano alla pelliccia un aspetto brizzolato, mentre le parti ventrali sono più chiare e più biancastre sul petto e l'addome. Il muso è lungo, appuntito e nascosto nel denso pelame facciale. Gli occhi sono piccolissimi. Le orecchie sono ben separate, marroni chiare e semi-trasparenti, a forma di imbuto e con una concavità sul bordo posteriore appena sotto l'estremità appuntita. Il trago è lungo, stretto, affusolato, con un piccolo incavo alla base e alcuni peli all'estremità. Le membrane alari variano dal grigio al marrone chiaro e sono semi-trasparenti. La lunga coda è completamente inclusa nell'ampio uropatagio, il quale ha il margine libero frangiato con peli uncinati disposti a pettine. Il cariotipo è 2n=28 FNa=50.

### Ecolocazione
Emette ultrasuoni a bassa intensità con impulsi a frequenza modulata iniziale di 170 kHz e finale di 100 kHz.

## Biologia

### Comportamento
Si rifugia nei nidi di uccelli come i tessitori o Nettarinidi.

### Alimentazione
Si nutre di insetti raccolti sulla vegetazione. Probabilmente è specializzata nella cattura di ragni.

## Distribuzione e habitat
Questa specie è diffusa nell'Africa subsahariana dalla Liberia ad ovest fino all'Etiopia centrale ad est ed il Sudafrica a sud.
Vive nelle foreste pluviali, boschi di Acacia e Commiphora, foreste sempreverdi, foreste ripariali, boschi di bambù fino a 1.300 metri di altitudine.

## Tassonomia
Sono state riconosciute 4 sottospecie:
- K.l.lanosa: Province sudafricane del Capo orientale e del Capo occidentale;
- K.l.harrisoni (Thomas, 1901): Etiopia centrale, Kenya, Tanzania orientale;
- K.l.lucia (Hinton, 1920): Repubblica Democratica del Congo orientale e meridionale, Zambia, Malawi, Zimbabwe, Botswana, provincia sudafricana del KwaZulu-Natal;
- K.l.muscilla (Thomas, 1906): Liberia, Guinea sud-orientale, Costa d'Avorio sud-orientale, Ghana meridionale, Nigeria orientale, Camerun meridionale, Gabon settentrionale, Repubblica Centrafricana meridionale.

## Conservazione
La IUCN Red List, considerato il vasto areale e la popolazione presumibilmente numerosa, classifica K.lanosa come specie a rischio minimo (Least Concern).